# Ют

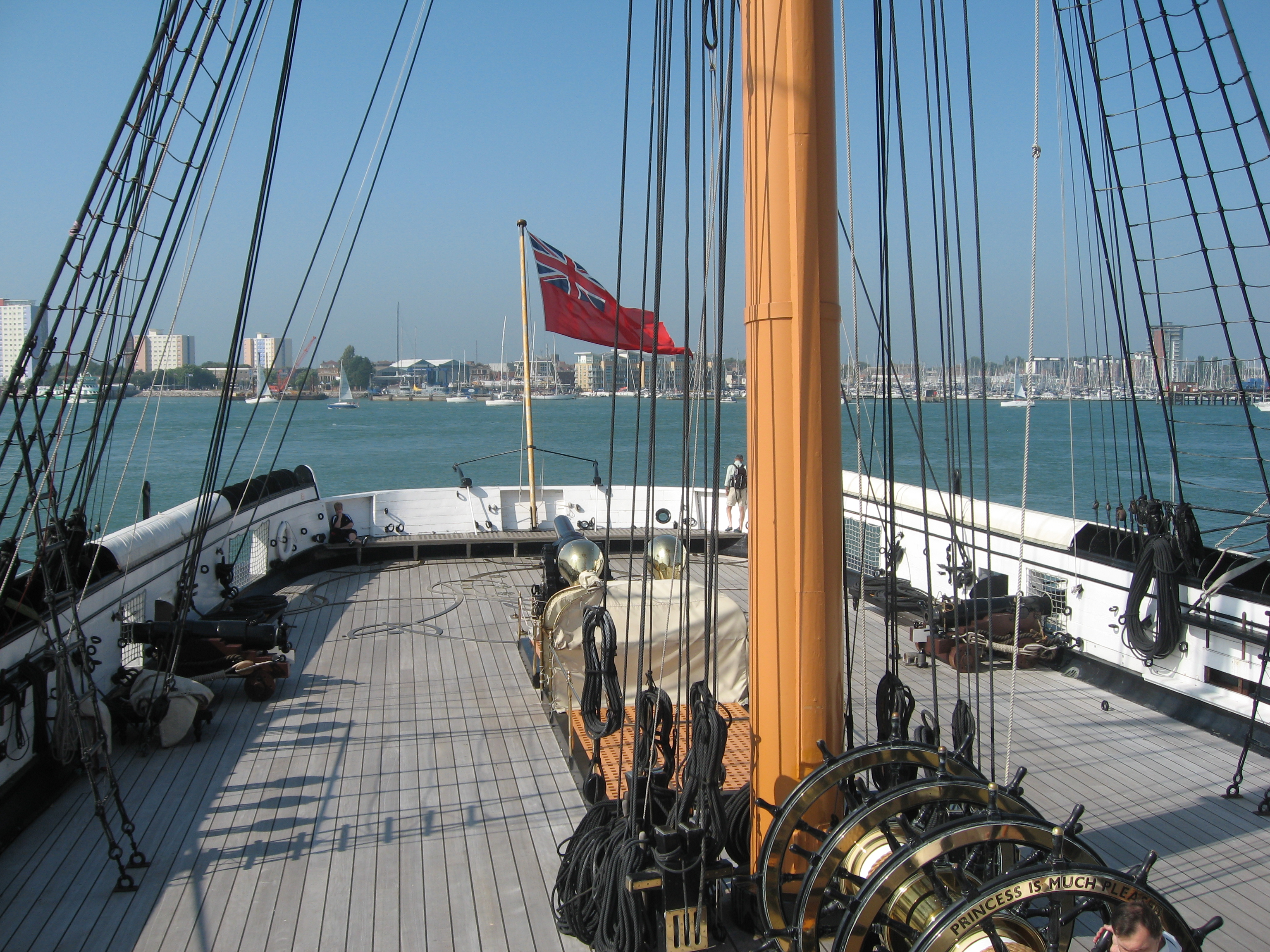
Ют броненосного фрегата «Warrior»

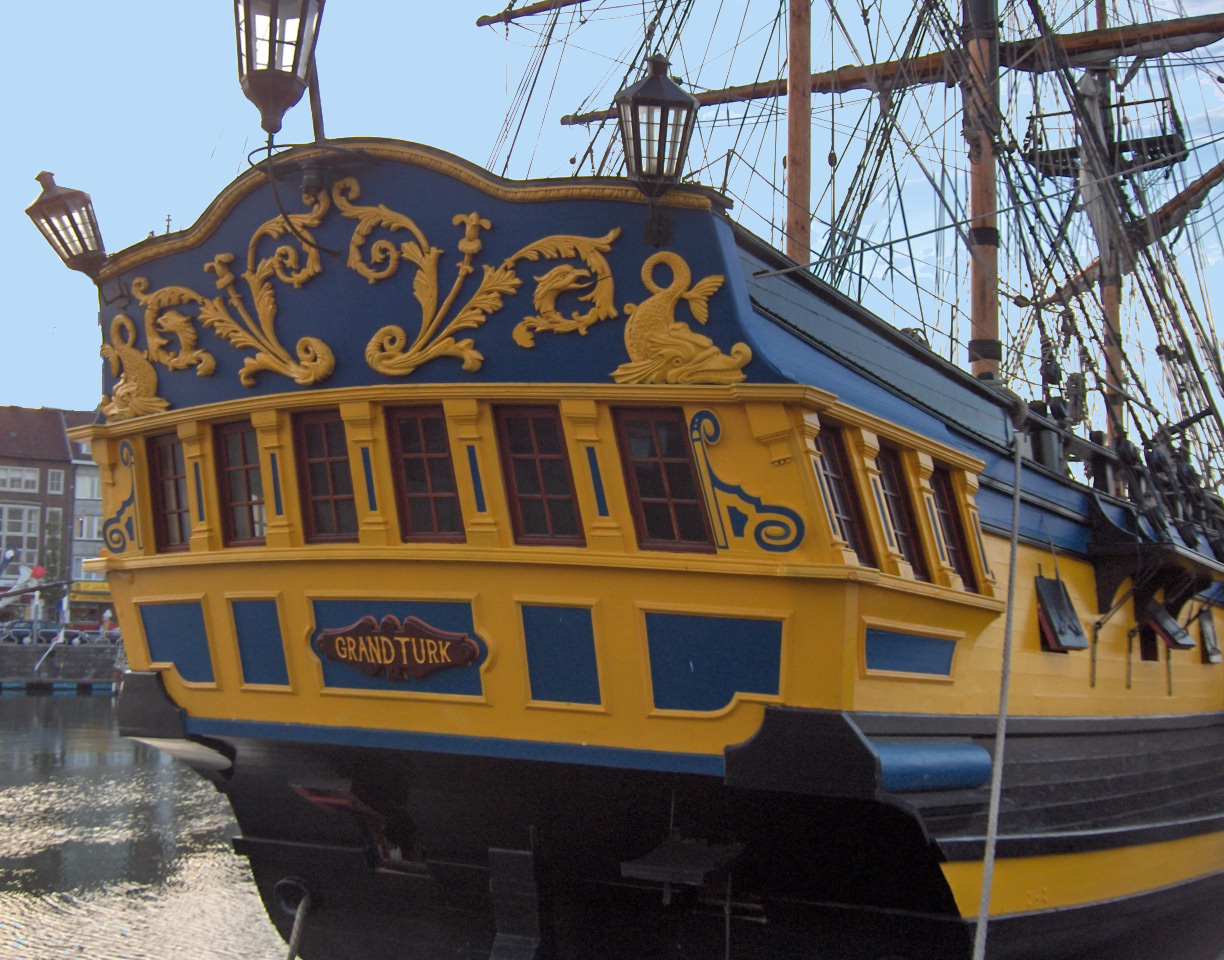
Кормова частина фрегата «Grand Turk», верхня частина палуби — ют

Ют (від нід. hut —каюта, хатина) — морський термін, кормова частина верхньої палуби судна. На яхті він розташований за кабіною. На вітрильнику ахтердек тягнеться від останньої щогли до корми. Найчастіше під ахтерпалубою є кормовий трюм, званий ахтерпіком.
Це позначає два пов'язані одне з одним поняття. Ним називають кормову надбудову, а також його вживають як назву кормової частини палуби корабля від задньої (грот- або бізань-) щогли (або від кормової рубки) до ахтерштевня. В останньому значенні вживається також термін ахтердек.
Ют, частково втоплений в корпус судна, називається пів'ютом (на ВМФ термін «пів'ют» вживається щодо кормової надбудови взагалі). Також так називають додаткову палубу над ютом. Старовинна назва шканців і юта — ахтер-кастель.
Ют як надбудова може бути подовженим (понад 1/4 довжини судна) і коротким. У ньому розташовуються вантажні приміщення, або каюти для екіпажу і пасажирів, або службові приміщення, а також елементи кормових швартовного і якірного пристроїв.
На вітрильних суднах ют як частину палуби виділяли від корми до бізань-щогли (кормової щогли). Ют як надбудова в цій частині палуби служив для укриття рульового пристрою і рульового від негоди, а також для розміщення кают капітана і його помічників.
На сучасних великих суднах замість юта влаштовують кормову рубку.
У юті на однопалубних суднах може розміщуватися твіндек (міжпалубний простір).